# Neuseeländische Badmintonmeisterschaft 1962
Die Neuseeländische Badmintonmeisterschaft 1962 fand vom 27. August bis zum 1. September 1962 in Dunedin statt. Es war die 29. Austragung der Badmintonmeisterschaften von Neuseeland.

## Titelträger
| Disziplin    | Sieger                           |
| ------------ | -------------------------------- |
| Herreneinzel | Richard Purser                   |
| Dameneinzel  | Heather Robson                   |
| Herrendoppel | Grenville Hinton Lee Tuck Chew   |
| Damendoppel  | Heather Robson Val Gow           |
| Mixed        | Richard Purser Margaret Moorhead |